# Eiko Grimberg
Eiko Grimberg (* 1971, Karlsruhe) ist ein deutscher Fotograf. Er arbeitet mit Fotografie, Video und Text. Seine künstlerische Form ist der visuelle Essay.

## Leben und Werk
Grimberg studierte Fotografie an der Hochschule für Grafik und Buchkunst in Leipzig. Er lebt und arbeitet in Berlin.
In drei zentralen Arbeiten zum Umbau der Städte, ihrer zentralen Plätze und öffentlichen Bauten stellt er deren ideologischen Gehalt heraus: 2013 erschien sein Fotoband Future History in dem er die Architektur des italienischen Faschismus einer genaueren Betrachtung unterzieht. Er stellt in den Bauten des Mussolini-Regimes in Italien, aber auch in den ehemaligen afrikanischen Kolonien, eine Gleichzeitigkeit von Moderne und Neoklassizismus fest. In seinem intermedialen Werk The Pool von 2017 spürt er dem Umbau in der Moskauer Stadtmitte nach – von der Erlöserkirche im Zarenreich zum sowjetischen Schwimmbad und der Rückkehr der Kirche im heutigen Russland.
Zuletzt erschien 2020 sein Buch Rückschaufehler. Seit 2011 beobachtet er den Bau des Berliner Schlosses und beschäftigt sich mit den damit verbundenen Schichten der deutschen Geschichte. Im Projekt des Wiederaufbaus legt er die Übergänge vom Kaiserreich, über den Nationalsozialismus, die BRD und DDR bis hin zum wiedervereinigten Deutschland frei.

## Publikationen
- When Germans clap, it’s like we boouuh. Berlin 2003.
- The Years to Come. Berlin, Zürich 2006.
- Future History. Kodiji Press, Zürich 2013.
- Rückschaufehler.  Kodiji Press, Zürich 2020.

## Ausstellungen (Auswahl)
- 2015: The Beast and the Sovereign, Württembergischer Kunstverein, Stuttgart[2]
- 2015: The Beast and the Sovereign, MACBA Barcelona[3]
- 2015: Borrowed Shapes, Galerie K’, Bremen[4]
- 2016: More to Come, Scope Hannover[5]
- 2017: The Pool, Galerie K’, Bremen[6]
- 2019: 11. Berlin Biennale, exp. 1: the Bones of the World / Das Gerippe der Welt[7]
- 2019: Historiker*innen, Haus 1, Berlin[8]
- 2019: Historiker*innen, Galerie K’, Bremen[9]
- 2021: Rückschaufehler, Galerie K’, Bremen[10]
- 2022: it takes time to build and a second to wreck it, Haus Coburg | Städtische Galerie Delmenhorst[11]
- 2023: Die Bücher der Künstler/innen, Galerie K’, Bremen[12]
- 2023: Touch. Politiken der Berührung, EMOP Special c/o Amtssalon[13]

## Sammlungen
- Museum Folkwang, Essen
- DZ-Bank, Frankfurt am Main
- Studienzentrum für Künstlerpublikationen/Weserburg – Museum für moderne Kunst, Bremen